# 吴玉章

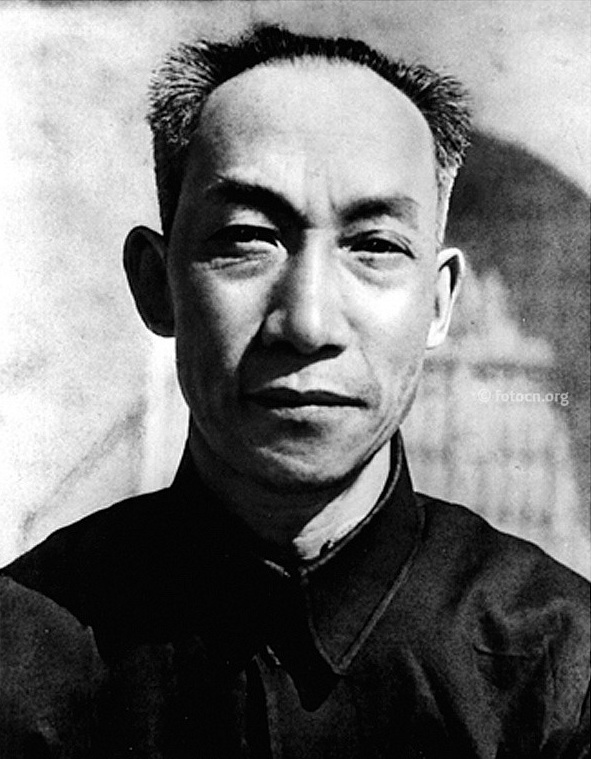
1941年的吴玉章

吴玉章（1878年12月30日—1966年12月12日），名永珊，号玉章，男，四川荣县人，中国民主革命家，中国共产党党员，中国人民大学首任校长。

## 生平

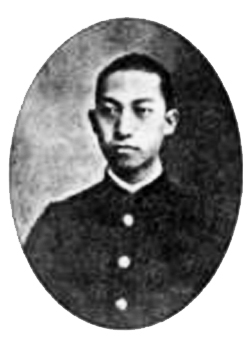
吴玉章

吴玉章生于四川省嘉定府荣县双石镇，父母早死。

### 求學留外經歷
12岁时和二哥吴永锟一起进入成都尊经书院读书。1895年开始接受维新思想。1896年与游丙莲结婚。1898年戊戌变法达时在自贡旭川书院求学。东渡日本1903年初入东京成城学校学习，只用了两年半的时间就完成了日本五年制中学的全部课程。在日本，吴玉章1905年参加了中国同盟会，后被选为中国同盟会评议部评议员。1907年同盟会为打破宣传工作的被动局面，号召留日各省籍学人以同乡之名，创设地方性报刊，吴玉章被川籍学生共推，接手《鹃声》改为《四川》，并向日本学校请病假一年，专心致志筹办刊物。
1911年9月吴玉章归国后回到四川，参加了保路运动，并与王天杰一起策动荣县独立。继之又发动内江起义，成立内江军政府。11月底吴玉章又赴内江领导建立了革命政权。之后又赶赴重庆协助蜀军政府戡平内乱，巩固重庆革命政权。1912年1月，吴玉章受重庆蜀军政府委派，与杨庶堪一道代表四川赴南京参加中华民国临时政府的成立工作，曾任南京临时参议院议员。讨袁的二次革命失败被袁世凯下令“必须捉拿”，幸而与蔡元培等教育部里多人的关系，获得留学经费，于1913年冬被迫流亡法国。1914年秋，入法国巴黎法科大学改学政治经济。吴玉章广泛地接触并研究各种社会主义流派的著述，与蔡元培、李石曾等组织华法教育会，扩大之前留法勤工俭学会，开办华工教育，改良法国招华工条约等。袁世凯垮台后，吴玉章从法国回到祖国。
1922年成都高等师范学校（四川大学前身）爆发了驱逐校长贺伯忠的风潮，学生们强烈要求吴玉章出任校长。吴玉章于1923年冬，与杨闇公等20余人经过研究，于1924年1月12日，在校中秘密组织成立了一个“中国青年共产党”，简称YC团，并开始积极筹办机关报《赤心评论》。吴玉章撰写的重要文章《人类生活问题当如何解决》连续刊登在创刊号及第二期上。1925年3月该党自行解散，其成员大多转入中国共产党。

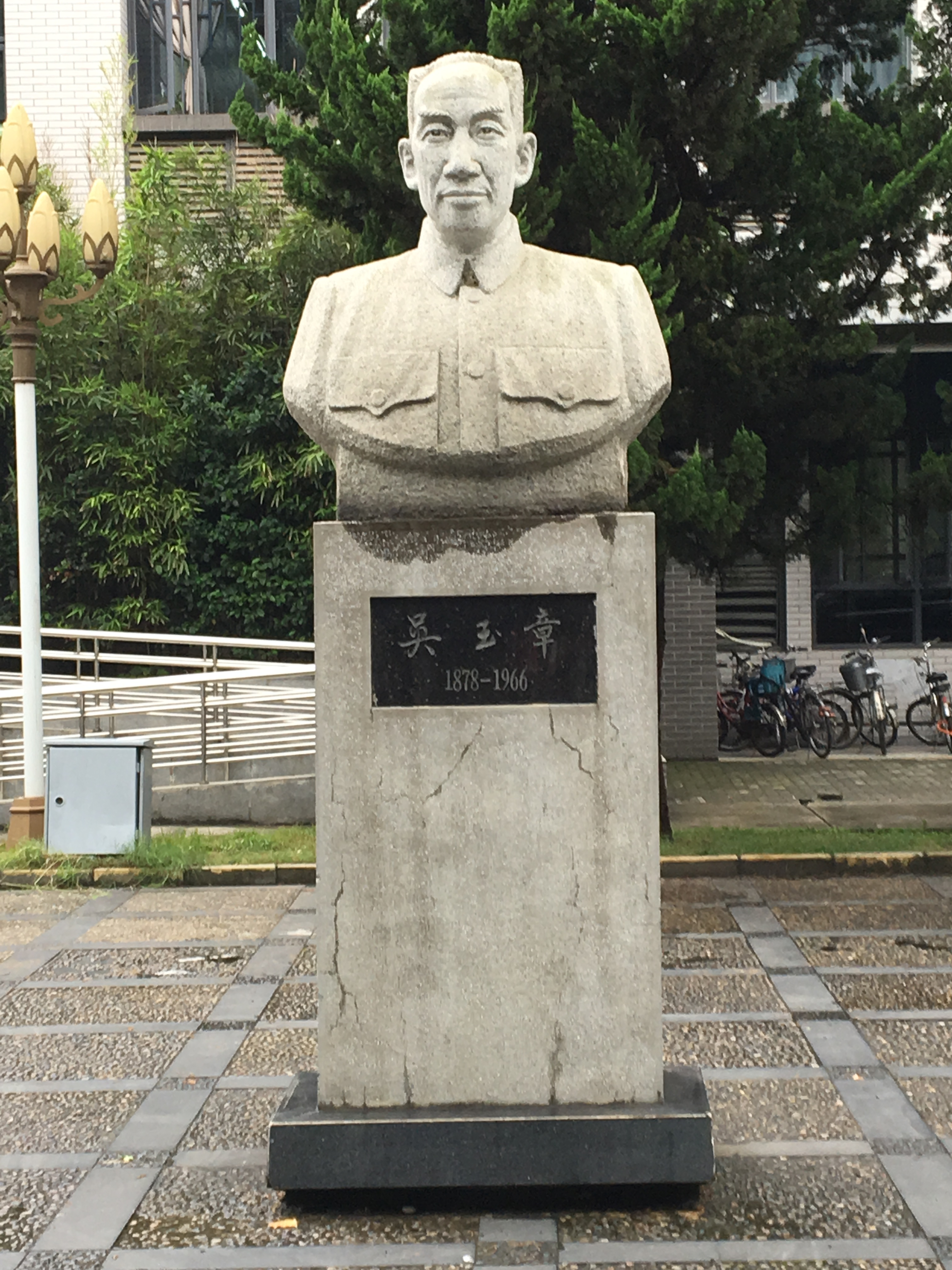
四川大學望江校區的吳玉章雕像，攝於2017年7月

1925年2月，吴玉章到达北京，由当年他的学生、时任中共北京市委负责人的赵世炎、童庸生、李国暄介绍加入了中国共产党。中共中央考虑到他与孙中山和国民党深厚的历史关系，决定让他仍留在国民党内，以便做统一战线的工作。1927年，吴玉章参加国民党二届三中全会，这次大会是由国民党左派人士和共产党员联合召开的一个会议，旨在限制蒋介石军事独裁、提高国民党党权、维护孙中山的三大政策的决议案。宋庆龄、孙科、宋子文、毛泽东、林柏渠、董必武等人也参加了这次会议。在这次会上，吴玉章担任国民党中央执行委员会常务委员、中央政治委员会委员、并代理国民党中央组织部部长等职。1927年8月1日，吴玉章以共产党员的身份，参加了八一南昌起义，担任起义革命委员会秘书长。1927年11月，南昌起义失败后，赴苏联，最早详细地向共产国际报告和向国际社会披露起义详细经过的人，撰写了长达十一万字的《八一革命》一书对起义进行科学总结。期间，他还在苏联远东试验推行汉字拉丁化的拉丁化新文字，该文字以山东话为基础使用拉丁字母。1933年9月至1935年夏任莫斯科东方大学中国部主任、海参崴列宁主义工人学校校长。1935年11月，吴玉章受党委派去巴黎领导《救国报》的工作。抵达巴黎后迅速将已被法国当局勒令停刊的《救国报》改为《救国时报》，赶在1935年12月9日重新出版发行。1937年抗日战争全面爆发以后，中共驻共产国际代表团决定派遣吴玉章在西欧做国际宣传工作。1937年12月11日，吴玉章在世界反战反法西斯委员会召开的记者招待会上作了《中国能战胜日本》的演讲。1938年2月，吴玉章出席伦敦世界反侵略大会，在会上作题为《中国抗日战争的新阶段》的讲演，1938年4月，吴玉章回到中国，抵武汉。1938年6月，吴玉章先后去了重庆、成都，一路上受到了热烈欢迎，“出席各种同学会、学生会、救国会、妇女慰劳会、青年会等”作抗日演讲和宣传。
1939年11月，吴玉章到延安，任延安宪政促进会会长、陕甘宁边区新文字协会会长、鲁迅艺术学院院长、延安大学校长、陕甘宁边区政府文化委员会主任等职。在延安期间，与董必武、林伯渠、谢觉哉和徐特立共称“延安五老”。

### 戰後
1945年抗战胜利后，吴玉章任中共四川省委书记。1946年5月，国民政府迁往南京后，吴玉章以中共四川省委书记的公开身份留驻重庆，领导重庆《新华日报》和西南地区党的工作，这也是中国共产党唯一在国统区公开宣布的省委书记。1948年8月，中共中央决定成立华北大学，任命吴玉章为校长。
1949年12月，在华北大学的基础上建立了中国人民大学，政务院又任命吴玉章为校长。中华人民共和国成立后，历任中国人民大学校长、全国文字改革委员会主任。1951年7月28日，中国史学会正式在北京成立。1954年，中国史学会公布第一届理事会名单，郭沫若担任主席，吴玉章、范文澜担任副主席，同时产生43名理事、7名常委理事。1954年，他当选第一届全国人大代表。9月，他出席第一届全国人大第一次会议讨论宪法草案，期间并发言。

### 晚年與文革
从1955年起任中国科学院哲学社会科学部委员。1956年主持汉语拼音工作。文革爆發後，他多次仗義執言，為許多同志辯護，如郭影秋、成仿吾等人，自己也被紅衛兵污衊為“老走资派”、“黑线人物”，導致氣急攻心而發病，隨後當局連忙派人把他送醫院避避風頭。1966年12月12日，吴玉章在北京逝世。

## 著作
- 《辛亥革命》
- 《历史文集》
- 《吴玉章回忆录》